# 花香よしあき
花香 よしあき（はなか よしあき、本名・旧芸名：花香 芳秋（読み同じ）、1979年10月12日 - ）は、日本のお笑いタレント（ピン芸人）でものまねタレント。千葉県四街道市出身。浅井企画所属。身長159cm、体重51kg。

## 来歴・人物
ホリプロのお笑い専門塾『目黒笑売塾』の1期生出身。同期生にはザ・たっちや、勝又伸悟（勝又）がいる。2003年4月に活動開始。
2012年9月の単独ライブ開催を機に芸名を花香芳秋から花香よしあきに改名。
2020年9月より体調不良となったことで、2021年3月から芸能活動を休止していたことを明かし、2024年12月頃になって少しずつ体調が回復してきたことにより、まずSNSから徐々に活動を再開していきたい意向であるとXで3年9か月ぶりの活動再開を報告した。
ディズニーのキャラクターを好む。

## 芸風
主に物真似の芸を展開している。特に哀川翔、市原隼人、蛭子能収、若林正恭、亀田興毅のモノマネが代表的で、「…している時の…」など、細かい設定がよく付いている。哀川の物真似の時は、顔の作り方、足の開き方や指の組み方などまで細かく作り、バラエティバージョンと役者バージョンの2パターンの芸が存在する。自分の身長が小さいことから、「小っちゃくてごめんねー」というセリフを発する時がある。実際、天野ひろゆきが監督を務めた短編映画の試写会に花香が呼ばれた時に同じ場に居合わせていた哀川と会っている。「これからもやらせてもらいたい」と直接話しかけたところ、哀川に「100%でやれよ」と言われ、哀川公認ではあるが、哀川曰く「似てるかどうか今でもわからないけどね」とのことである。現在は、哀川宅への頻繁な出入りや、よしあき自体は全く関係のない哀川の仕事現場に呼ばれたりするなど、公私を超えた非常に親密な付き合いとなっている。市原は当初は嫌悪感を示していたが、のちに和解して本人からもお墨付きを貰っている。
『リンカーン』のコーナー「どんだけぇ〜の雫」（2007年7月3日放送）で天野ひろゆきから紹介される形で出演、亀田興毅の物真似を披露したが、その後その下ネタに対して抗議が殺到、翌週（7月10日）の放送の最後でお詫びのテロップとコメントを放送するまでになった。本人曰く、このネタは『ライブではやったことが無い楽屋芸』だったという。しかし、当時この映像がYouTubeのアクセスランキング1位になったということである。亀田のモノマネは関根勤と浜田雅功は大絶賛しており、モノマネとしてはそっくり、技術があると評している他、滝沢カレンに「もっと押せ」と強要した他、沢村一樹はエロネタに対して「あそことは線を引いてる」と発言している。

## ものまねレパートリー
（出典：）
- 哀川翔
- 天野ひろゆき
- 綾部祐二
- 麻生太郎
- 市原隼人
- 石原良純
- 内野聖陽
- 蛭子能収
- 小栗旬
- 岡部大
- 神田伯山
- カズレーザー
- かたせ梨乃
- 勝俣州和
- 加藤一二三
- 上地雄輔
- 亀田興毅
- 北大路欣也
- 栗原類
- ケンドーコバヤシ
- GENKING
- 後藤拓実
- 後藤輝基
- 小宮浩信
- 堺雅人
- 佐野実
- 椎名桔平
- 菅田将暉
- スピードワゴン
- 関根勤
- 高岸宏行
- 貴乃花光司
- 武田鉄矢
- 田中邦衛
- DAIGO
- 地井武男
- つるの剛士
- 出川哲朗
- 戸張捷
- 中尾彬
- 中田カウス
- 二宮和也
- パク・ジニョン
- 原田芳雄
- 平泉成
- ヒロミ
- 藤森慎吾
- 藤原竜也
- 星田英利
- 真栄田賢
- 松本潤
- 的場浩司
- 宮迫博之
- みやぞん
- 宮根誠司
- 役所広司
- 安田顕
- 山里亮太
- 山田孝之
- 吉岡秀隆
- 若林正恭

## 出演

### テレビ
- 爆笑レッドカーペット（フジテレビ） - キャッチコピーは「お笑い一世風靡」、コラボカーペットで関根勤&イワイガワ&中村愛と共演（関根勤with浅井企画名義）
- 爆笑ピンクカーペット（フジテレビ） - キャッチコピーは「お笑い一世風靡」
- 爆笑オンエアバトル（NHK総合） - 戦績1勝1敗 最高453KB
- オンバト+（NHK総合） - 戦績2勝3敗 最高453KB（これはオフエアのKBであり、オンエアは最高で449KB）
- ものまねバトル（日本テレビ 2006年10月8日） - 「ものまねスター誕生!」コーナーで優勝
- ものまねバトルCLUB（日本テレビ）
- ものまねグランプリ（日本テレビ）
- ぐるぐるナインティナイン（日本テレビ）
- 大笑点（日本テレビ）
- 東京金歯（BSフジ）
- 夜明けのマルシェ（日本テレビ）
- ∞のギモン（テレビ東京、2005年7月26日）
- 情報通信SP（東京メトロポリタンテレビジョン、2005年8月6日）
- 雨上がり決死隊のトーク番組アメトーーク!（テレビ朝日、2007年1月18日）
- リンカーン（TBSテレビ）

どんだけぇ〜の雫（2007年7月3日）
リンカーン芸人タワー
- とんねるずのみなさんのおかげでした（フジテレビ）

博士と助手〜細かすぎて伝わらないモノマネ選手権〜 - 第10回（2007年3月29日）、第11回（2007年10月4日）に出場
- クイズモンスター（NHK総合、2007年2月24日）
- なりきりグルメ旅（パワーテレビジョン制作、青森放送・西日本放送・静岡第一テレビ・富山テレビ放送など） - レギュラー出演、同じ浅井企画所属のまぁこと共演
- お笑いメリーゴーランド（TBSテレビ）
- 森田一義アワー 笑っていいとも!（フジテレビ）
- 関根&優香の笑うシリーズ（テレビ朝日）
- 芸人くりそつネタバトル! THE MONOMANE（TBSテレビ、2008年10月9日）
- お笑いDynamite!（TBSテレビ） - キャッチコピーは「どうでショウ 哀川翔」
- ウンナンのラフな感じで。（TBSテレビ、2010年5月13日）
- ライオンのごきげんよう（フジテレビ、2010年8月25日）
- キャくれ家（朝日放送、2010年12月10日）
- フジテレビからの〜!（フジテレビ、2011年5月26日） - 「「見参楽（みさんが!）」からの〜放送なるか?放送禁止芸人ネタ」コーナー
- 坂上忍の成長マン!!祝!坂上忍の成長マン日曜ゴールデン拡大版 愛犬しつけ&ものまね急成長2時間半SP!!（テレビ朝日、2014年11月23日）
- オールスター後夜祭（2018年10月7日[8]、2019年4月7日[9]、TBS）

### ウェブテレビ
- 72時間ホンネテレビ（2017年11月、AbemaTV）早朝男だらけのインスタ映えばえ大運動会